# Anti-Ballistic Missile Treaty

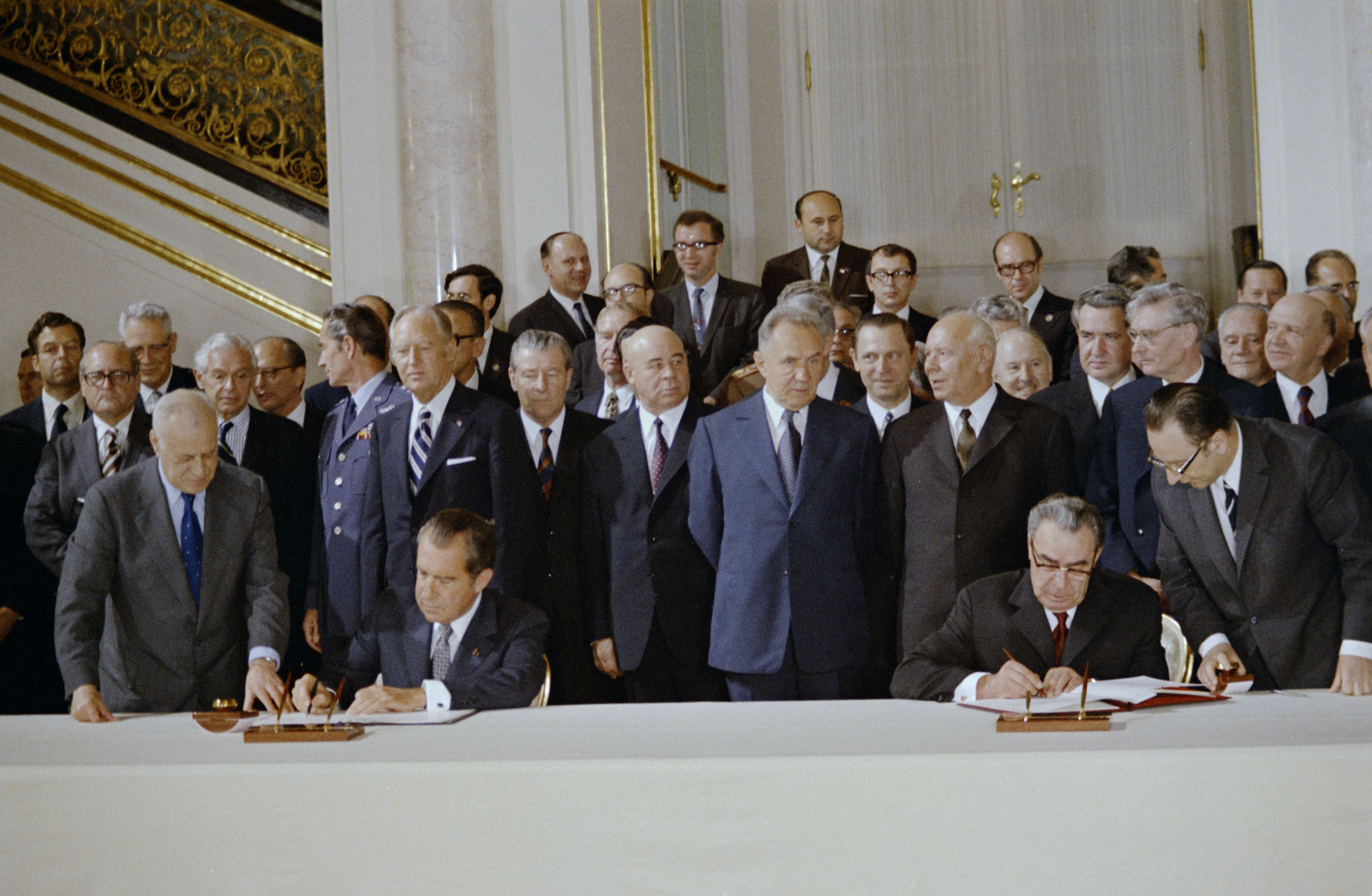
Nixon i Breżniew podpisują traktat, Moskwa 1972

Anti-Ballistic Missile Treaty – traktat ABM podpisany w 1972 roku między Stanami Zjednoczonymi a Związkiem Radzieckim o nieograniczonym czasowo ograniczeniu rozwoju, testowania i rozmieszczania systemów antybalistycznych (ABM – Antiballistic Missile). Jak wynika z art. I traktatu, jego celem było „ograniczenie systemów antybalistycznych każdej ze stron traktatu (ZSRR i USA) i zapobieżenie rozmieszczeniu przez którąkolwiek ze stron systemów ABM na jego terytorium”. Jakkolwiek układ dopuszczał pewne ograniczone rozmieszczenie systemów antybalistycznych, jednakże zapobiegał utworzeniu systemów narodowych, w efekcie czego zapewniał nieskrępowaną możliwość balistycznego ataku jądrowego przez każdą ze stron. Traktat ograniczał możliwość rozmieszczenia systemów antybalistycznych jedynie do określonej w nim liczby rakietowych systemów lądowych oraz umieszczonych na Ziemi systemów radarowych.

## Zawarcie traktatu
„Treaty Between the United States of America and the Union of Soviet Socialist Republic on the Limitation of Anti-Ballistic Missile Systems” zawarto z 26 maja 1972 w Moskwie, zaś dokumenty ratyfikacyjne wymieniono 3 października 1972 roku.

## Ograniczenia traktatowe

### Artykuł III
Art. III traktatu ograniczał rozmieszczanie systemów antybalistycznych do explicite w nim wymienionych. Przepis ten zezwalał na jeden stały lądowy kompleks ABM w każdym z krajów, ulokowany w pobliżu jego stolicy lub bazy międzykontynentalnych pocisków antybalistycznych (ICBM). Ograniczał jednocześnie liczbę pocisków przechwytujących zainstalowanych w tych bazach do 100, podobnie jak liczbę ich wyrzutni.
Instalacje antybalistyczne wokół stolicy kraju nie mogły ponadto posiadać więcej niż sześć kompleksów radarowych – długość promienia każdego nie mogła zaś przekraczać 3 km. Systemy ABM wokół pól startowych ICBM mogły natomiast posiadać dwa wielkie i 18 małych radarów. Przedstawione postanowienia uwzględniały aktualny na dzień zawarcia traktatów stan posiadania obu stron traktatu w zakresie instalacji ABM – radzieckich instalacji moskiewskiego systemu ABM wokół Moskwy i amerykańskiego systemu Safeguard w pobliżu wyrzutni pocisków ICBM – Minuteman w Grand Forks w Dakocie Północnej. Amerykański system Safeguard został jednak wyłączony po zaledwie 8 miesiącach funkcjonowania, na mocy decyzji ówczesnego sekretarza Obrony USA Donalda Rumsfelda (radary funkcjonują do dziś jako urządzenia wczesnego ostrzegania), radziecki system zaś działał przez cały okres zimnej wojny i do dzisiaj (2008).

### Artykuł IV
Art. IV zezwalał na przeprowadzanie, w wyznaczonych centrach testowych, niektórych testów systemów antybalistycznych niedozwolonych przez art. III do rozmieszczenia, jednakże systemy dozwolone do testowania, jak również do rozmieszczenia podlegały regulacji artykułu V, zgodnie z którym każda ze stron zobowiązywała się nie rozwijać nie testować i nie rozmieszczać systemów ABM lub jego komponentów bazujących na morzu, w powietrzu, przestrzeni kosmicznej, a także mobilnych systemów lądowych. Na mocy traktatu, dozwolone było rozwijanie, testowanie i rozmieszczanie wyłącznie stałych, lądowych systemów antybalistycznych, przy czym rozmieszczanie musiało uwzględniać ograniczenia wynikające art. III.

## Utrata mocy obowiązującej
14 grudnia 2001 r. Stany Zjednoczone wykorzystały klauzulę dotyczącą wypowiedzenia ABM i przedstawiły notę z wypowiedzeniem, które miało wejść w życie po upływie sześciu miesięcy (zgodnie z art. XV pkt. 1 Traktatu). Było to spowodowane zamachami z 11 września 2001 r. oraz koniecznością zabezpieczenia się USA przez przed szantażem nuklearnym ze strony państw zbójeckich i organizacji terrorystycznych. W uzasadnieniu administracja prezydenta Busha podkreśliła zmianę sytuacji na arenie międzynarodowej oraz nakreśliła jawiące się przed Stanami Zjednoczonymi niebezpieczeństwa i zagrożenia:

Stany Zjednoczone Ameryki Północnej i Rosja stanęły dziś naprzeciw nowych zagrożeń dla ich bezpieczeństwa. Najważniejsze z nich to broń masowego rażenia i środki ich przenoszenia w rękach terrorystów i państw zbójeckich. Niektóre z tych państw wchodzą w posiadanie pocisków balistycznych dalekiego zasięgu jako instrumentów szantażu i przymusu przeciwko Stanom Zjednoczonym i ich przyjaciołom oraz sojusznikom. Stany Zjednoczone zobowiązane są do obrony swojej ojczyzny, swoich sił zbrojnych oraz przyjaciół i sojuszników przeciwko tym zagrożeniom. W związku z tym, musimy rozwinąć i rozmieścić środki powstrzymania i ochrony przeciwko nim, włączając w to obronę antybalistyczną naszego terytorium.
W warunkach obowiązywania Traktatu ABM, Stanom Zjednoczonym nie wolno bronić swojej ojczyzny przeciwko balistycznemu atakowi rakietowemu. Nie wolno nam także kooperować w zakresie rozwoju antybalistycznych systemów obronnych z niezwiązanymi tym traktatem naszymi przyjaciółmi i sojusznikami.
W związku z zagrożeniem jakie stanowi to dla naszego narodowego bezpieczeństwa oraz imperatywem jego obrony, Stany Zjednoczone przedstawiają dziś formalne oświadczenie o wystąpieniu z Traktatu ABM. Jak zostało to przewidziane w artykule XV traktatu, wystąpienie jest skuteczne z upływem sześciu miesięcy od dzisiaj.

Traktat ABM utracił moc obowiązującą 13 czerwca 2002 roku.